# Baglenga
Baglenga est un village du département et la commune rurale de Comin-Yanga, situé dans la province du Koulpélogo et la région du Centre-Est au Burkina Faso.

## Géographie

### Démographie
| 2003 | 2006 | 2019 |
| ---- | ---- | ---- |
| 271  | 306  | -    |

## Santé et éducation
Le centre de soins le plus proche de Baglenga est le centre de santé et de promotion sociale (CSPS) de Comin-Yanga tandis que le centre médical avec antenne chirurgicale (CMA) se trouve à Ouargaye.
Le village ne possède pas d'école primaire.